# كوربيتا، لومباردي
كوربيتا ([كوربيتا] خطأ: {{Langx}}: unrecognized language code: lmo (مساعدة) قالب:IPA-lmo) هي بلدية (مصطلح) تقع في مدينة ميلانو الحضرية بمنطقة لومبارديا في إيطاليا.
كوربيتا هي أيضًا موطن مزار سيدة المعجزات، حيث يُقال إن معجزة وقعت هناك في عام 1555 عندما ظهر المسيح من لوحة للطفل يسوع وشُفي طفل محلي أصم. أصبحت الكنيسة مكانًا للحج.

## الجغرافيا

### الجغرافيا الطبيعية
تتميز مدينة كوربيتا بتخطيط منظم، وهو أمر شائع في بلدات وادي بو، حيث تغطي المناطق الحرجية والمزروعات حوالي ثلاثة أرباع أراضي البلدية. تقع المدينة على ارتفاع مسطح إلى حد كبير؛ حيث يبلغ أدنى ارتفاع لها 127 متر () عن مستوى سطح البحر، وأعلى نقطة فيها تصل إلى 147 متر ()، بفارق يبلغ فقط 20 متر ().
وتبرز في المدينة العديد من الجداول الصغيرة التي تضفي على كوربيتا طابعها المميز؛ حيث أصبحت هذه الجداول اليوم جزءًا من الحديقة الزراعية جنوب ميلانو (منطقة طبيعية محمية جنوب ميلانو).
وبسبب قربها من القناة الكبرى، أصبحت كوربيتا عضوًا في "بولو دي نافيجلي" (وهي المنطقة الثقافية المحيطة بالقناة المذكورة) التي أنشأتها محافظة ميلانو.
حصلت كوربيتا على لقب مدينة بموجب مرسوم رئاسي في 5 فبراير 1988.

### المناخ
| الشهر                      | كانون الثاني | شباط   | آذار   | نيسان  | أيار   | حزيران | تموز   | آب     | أيلول | تشرين الأول | تشرين الثاني | كانون الأول | السنة |
| -------------------------- | ------------ | ------ | ------ | ------ | ------ | ------ | ------ | ------ | ----- | ----------- | ------------ | ----------- | ----- |
| متوسط الدرجة العظمى (°م)   | 5.4          | 8.1    | 13.0   | 17.6   | 21.8   | 26.3   | 29.2   | 27.6   | 23.9  | 17.4        | 10.6         | 6.4         | 17.3  |
| متوسط الدرجة الصغرى (°م)   | 0.8          | 2.7    | 6.1    | 9.6    | 13.3   | 17.1   | 19.9   | 19.0   | 16.2  | 11.2        | 6.0          | 1.6         | 10.3  |
| هطول الأمطار (ملم)         | 79           | 73     | 77     | 47     | 34     | 20     | 7      | 35     | 76    | 83          | 127          | 109         | 2007  |
| ساعات الشمس (متوسط)        | 2.9          | 3.7    | 4.6    | 5.6    | 6.9    | 7.1    | 8.1    | 7.3    | 5.2   | 4.1         | 2.4          | 2.3         | 5     |
| اتجاه الرياح السائد (عقدة) | NW 2.3       | SE 2.4 | SE 2.6 | SE 2.8 | SW 2.7 | SW 2.6 | SW 2.5 | SE 2.4 | E 2.3 | E 2.3       | SE 2.3       | NW 2.2      | 2.4   |

تتميز كوربيتا بمناخ يشبه مناخ شمال إيطاليا، حيث يكون الشتاء باردًا والصيف دافئًا، وتكثر الأمطار في الخريف والربيع. وتقع البلدية في المنطقة المناخية E.

### الجغرافيا السياسية
يحد أراضي كوربيتا من الغرب ماجينتا، ومن الجنوب الغربي روبكو سول نافيليو، ومن الجنوب كاسينيتا دي لوغانيانو والبيرات، ومن الجنوب الشرقي تشسيليانو، ومن الشرق فيتوني، ومن الشمال سانتو ستيفانو تيتشينو وآرلونو.
يوجد داخل الحدود أربع مناطق إدارية صغيرة تُعرف بـ frazioni، وهي: سورينو، كاستلاتزو دي ستامبي، سيريلو وباتويّو (والأخيرتان متحدتان تحت frazione باسم سيريلو-باتويّو).
تقع مدينة ميلانو، وهي أكبر مدينة قريبة، على بعد حوالي 20 كم عن كوربيتا، ولكن لخدماتها يمكن اعتبار ماجينتا المجاورة مركزًا هامًا.

## التاريخ
قالب:قسم بدون مصادر

### الفترة ما قبل الرومان والفترة الرومانية
من المؤكد، بالنظر إلى أدوات زجاجية عثر عليها في بئر القلعة القديمة، أن أول المنازل في كوربيتا تم بناؤها بين القرنين السابع والسادس قبل الميلاد، حيث كانت مجموعة صغيرة من القبائل السلتية - الليغورية تسكن المنطقة. وفي القرن الرابع قبل الميلاد، وصلت قبائل سلتيك تُدعى "إنسوبري". في القرن الثاني قبل الميلاد، أُنشئت مستعمرة رومانية بهدف الدفاع عن ميلانو والأراضي شرق نهر تيتشينو من غزوات الغاليين والبرغنديين. وبما يتماشى مع الهدف الدفاعي للمستوطنة، بُنيت أسوار المدينة التي أحاطت بثلث القلعة المحلية. يمكن رؤية مواقع أثرية بالقرب من الكنيسة المحلية، بما في ذلك مذبح روماني مخصص لـالمشتري و"ماني" (الآلهة الحامية للعائلة). عثر علماء الآثار أيضًا على عملات معدنية تحمل رؤوس يوليوس قيصر وكلوديوس وتراجان. قرب المدينة من ميلانو، التي أصبحت فيما بعد مقرًا إمبراطوريًا، ساعد في تطور "كوريا بيكتا" (وهو الاسم الروماني لكوربيتا)، ما يشير إلى احتمال وجود محكمة هناك (حيث تعني كلمة "كوريا" في اللاتينية محكمة).

### العصور الوسطى
نتيجة للحصار الذي فرضه أوريا من القوط الشرقيين على ميلانو عام 539 م، استقبلت كوربيتا لاجئين قادمين من تلك المدينة. في هذا الوقت، بدأت المسيحية تنتشر في كوربيتا، ويؤكد هذا الاكتشاف في عام 1971 لكنيسة ما قبل المسيحية تحت كنيسة سانت فيتوري. في عام 569، أدى وصول اللومبارديين إلى ظهور الوثائق القانونية الأولى التي تذكر القرية صراحة. في القرن التاسع، مرت القرية وقلعة كوربيتا تحت سيطرة رئيس أساقفة ميلانو. في عام 1037، بدأت عداوات بين رئيس أساقفة ميلانو أريبرت والإمبراطور الروماني المقدس كونراد الثاني. كانت هذه العداوة هامة لكوربيتا، حيث احتل الإمبراطور الروماني المقدس كوربيتا وقلعتها.
بعد قرن من احتلال كونراد، أحرق الإمبراطور فريدريك الأول القرية خلال نزاعه مع الاتحاد الشمالي. في وثيقة من 1162 - actum in loco Corbetta, Frederico imperatore regnante - ذُكرت كوربيتا لأول مرة بهذا الاسم.

### فترة فيسكونتي
بعد الانتفاضة في ميلانو عام 1270، أصبحت كوربيتا جزءًا من حكم فيسكونتي. في عام 1275، مُنحت أراض في كوربيتا لسكارسيو من عائلة بوري. في عام 1289، اجتمع ممثلو جمهورية ميلانو في كوربيتا بهدف إنشاء تحالف ضد فيسكونتي.

## سفورزا وحروب إيطاليا
مع صعود فرانشيسكو الأول سفورزا إلى السلطة، تغيرت سيادة كوربيتا وأصبحت وفية أيضًا للأمراء الجدد. في عام 1499، غزت القوات الفرنسية بقيادة لويس الثاني عشر دوقية ميلانو. وبعد سلسلة من الحروب الطويلة، أصبحت ميلانو وكوربيتا معها من الممتلكات الإسبانية في عام 1535.

## القرون الـ16-18
في 22 نوفمبر 1577، قام تشارلز بوروميو بتقديس أجراس الكنيسة الجديدة. وزار كوربيتا مرة أخرى في عام 1581. وفي عام 1582، تمرد سكان كوربيتا ضد الحكم الإسباني.
في عام 1631، نهبت القوات الألمانية المنطقة بعد عودتها من حصار مانتوا. في عام 1650، تم تفكيك القلعة التي كانت قد تضررت جزئيًا؛ وتم استخدام ما تبقى لبناء بعض القصور القريبة.
خلال فترة الحكم النمساوي في لومباردي، تم بناء فيلات باروكية في كوربيتا. كما تم بناء الكنيسة الرعوية بعد أن احتلّت القوات النابليونية إيطاليا.

## من معركة ماغينتا إلى العصر المعاصر
في 3 يونيو 1859، عشية معركة ماغينتا، كانت فيلا ماساري في كوربيتا إحدى مقار القائد النمساوي فيرينتس جيولاج. كان القسم الثاني من سلاح الفرسان النمساوي المجري التابع للفرقة السابعة، تحت أوامر القائد فيلهلم فون ليلية، مقيمًا في حديقة القلعة ومرابض الخيل.
في عام 1866، تم تكليف قوات الحرس الوطني بحراسة القلعة: 150 جنديًا موزعين على أربع فرق تحت قيادة الكابتن داريو شيريكيتي.
في ثمانينيات القرن التاسع عشر، مع تدهور أحوال الفلاحين بسبب الديون والأجور المنخفضة، وبسبب السنوات الزراعية السيئة والوفيات غير المتوقعة لديدان القز، التي كانت مصدر رزقهم الوحيد، نزل الفلاحون إلى الساحة العامة ضد مالكي الأراضي. في 19 مايو 1889، أمام مبنى البلدية في كوربيتا (الذي كان يقع آنذاك في شارع كافور)، أطلق رجال الشرطة النار على الحشد، مما أسفر عن مقتل شخص واحد، وإصابة سبعة على الأقل، واعتقال واحد وعشرين. في عام 1891، تم افتتاح الكنيسة الجديدة، ولكن انهيار برج الجرس في 2 يونيو 1902 أسفر عن مقتل تسعة أشخاص مما أجل إكمال البناء حتى عام 1908. خلال الحرب العالمية الأولى، قتل 158 جنديًا من كوربيتا.
في عام 1921، كان عدد سكان البلدية 7,689 نسمة. تغيرت التخطيط الحضري للبلاد بشكل جذري بسبب التصنيع، مع هجرة العمال إلى المدن التي نشأت فيها الصناعات. في كوربيتا، وجد العديد من العمال فرص عمل في الزراعة.
في أغسطس 1944، بأوامر من القبطان الألماني ثيو سايفيك، المسؤول عن مجزرة ساحة لوريتو في ميلانو، قُتل ثمانية مدنيين بينهم بييرينو بيريتا المقاوم المحلي، كعقاب على الهجمات الحزبية ضد القوات الألمانية.
بعد نهاية الحرب العالمية الثانية، شهدت كوربيتا ازدهارًا اقتصاديًا، وزادت أهميتها لتصبح أحد المراكز الطبيعية والثقافية الكبرى في مقاطعة ميلانو، خاصة في الثمانينيات. في 5 فبراير 1988، تم تصنيف كوربيتا كمدينة من قبل رئيس الجمهورية الإيطالية فرانشيسكو كوسيغا.
اليوم، تواصل كوربيتا تعزيز مكانتها كمركز ثقافي وطبيعي، وفي عام 2007، بدأت بتطبيق خطة "الاستدامة البيئية"، بهدف جعل المنطقة أكثر استدامة بيئيًا ذات تأثير منخفض.

## السكان
في آخر تعداد سكاني في عام 2001، بلغ عدد سكان كوربيتا 13,735 نسمة، منهم 6,664 ذكورًا و7,071 إناثًا. على مدار تاريخها المعروف، أظهرت المدينة نموًا معتدلًا. وقد شهدت قمة في نمو السكان بين عامي 1881 و1911، حيث جلب التصنيع المحلي مواطنين جددًا وأماكن عمل جديدة. وكان هناك فترة ركود في نمو السكان خلال الحربين العالميتين. ثم استؤنف النمو مع الازدهار الاقتصادي بين 1951 و1971. وأظهرت التعدادات السكانية الأخيرة زيادة صغيرة بلغت حوالي 500 نسمة لكل تعداد. ومنذ عام 2001 وحتى الوقت الحاضر، نما عدد السكان ليصل إلى أكثر من 18,000 نسمة، مع بناء مجمعات سكنية جديدة في المدينة وفرازونيها.

## المباني التاريخية
- ملاذ العذراء مريم المعجزات
- قصر برينتانو